# Martín Cabeza de Vaca
Martín Cabeza de Vaca (falecido em 1534) foi um prelado católico romano que serviu como bispo auxiliar de Sevilha (1508–1534).

## Biografia
Martín Cabeza de Vaca foi ordenado sacerdote na Ordem dos Pregadores. A 28 de janeiro de 1508, foi nomeado durante o papado do Papa Júlio II como Bispo Auxiliar de Sevilha e Bispo Titular de Marrocos o Marruecos. Serviu como Bispo Auxiliar de Sevilha até à sua morte em 1534.